# Mariner 4
Mariner 4 (cùng với Mariner 3 được gọi là Mariner – Mars 1964) là tàu thăm dò thứ tư trong chương trình Mariner trong chế độ flyby. Nó được thiết kế để tiến hành quan sát khoa học cận cảnh Sao Hỏa và truyền những quan sát này đến Trái Đất. Ra mắt vào ngày 28 tháng 11 năm 1964, Mariner 4 thực hiện chuyến bay thành công đầu tiên đến Sao Hỏa, mang về những bức ảnh cận cảnh đầu tiên về bề mặt Sao Hỏa. Những hình ảnh này mô tả về một thế giới dường như đã chết trên Sao Hỏa, và các miệng núi lửa, đã thay đổi hầu hết quan điểm của cộng đồng khoa học về sự sống trên Sao Hỏa. Các mục tiêu khác là thực hiện các phép đo trường và hạt trong không gian liên hành tinh trong vùng lân cận Sao Hỏa và cung cấp kinh nghiệm cũng như kiến thức về khả năng kỹ thuật cho các chuyến bay liên hành tinh trong thời gian dài. Ban đầu dự kiến sẽ ở trong không gian trong tám tháng, nhiệm vụ của Mariner 4 kéo dài khoảng ba năm trên quỹ đạo Mặt Trời. Vào ngày 21 tháng 12 năm 1967, liên lạc với Mariner 4 đã bị chấm dứt.

## Tàu vũ trụ và các hệ thống phụ
Tàu vũ trụ Mariner 4 bao gồm một khung magnesi hình bát giác, 127 xentimét (50 in) tính theo đường chéo và cao 45,7 cm (18,0 in). Bốn tấm pin Mặt Trời được gắn vào đỉnh của khung này với độ dài từ đầu đến cuối là 6,88 mét (22,6 ft), bao gồm các cánh quạt áp suất Mặt Trời kéo dài từ các đầu. Một ăng-ten parabol high-gain hình elip 104,1 cm × 66,0 cm (41,0 in × 26,0 in) cũng được lắp ở phía trên cùng của khung magnesi. Một ăng-ten low-gain đẳng hướng được đặt trên cột cao 223,5 cm (7 ft 4,0 in) bên cạnh ăng-ten high-gain. Chiều cao tổng thể của tàu vũ trụ là 2,89 mét (9,5 ft). Khung hình bát giác gồm có các thiết bị điện tử, hệ thống cáp, hệ thống đẩy giữa hành trình và các nguồn cung cấp khí điều khiển độ cao và các thiết bị điều chỉnh.